# Фильмография Скарлетт Йоханссон

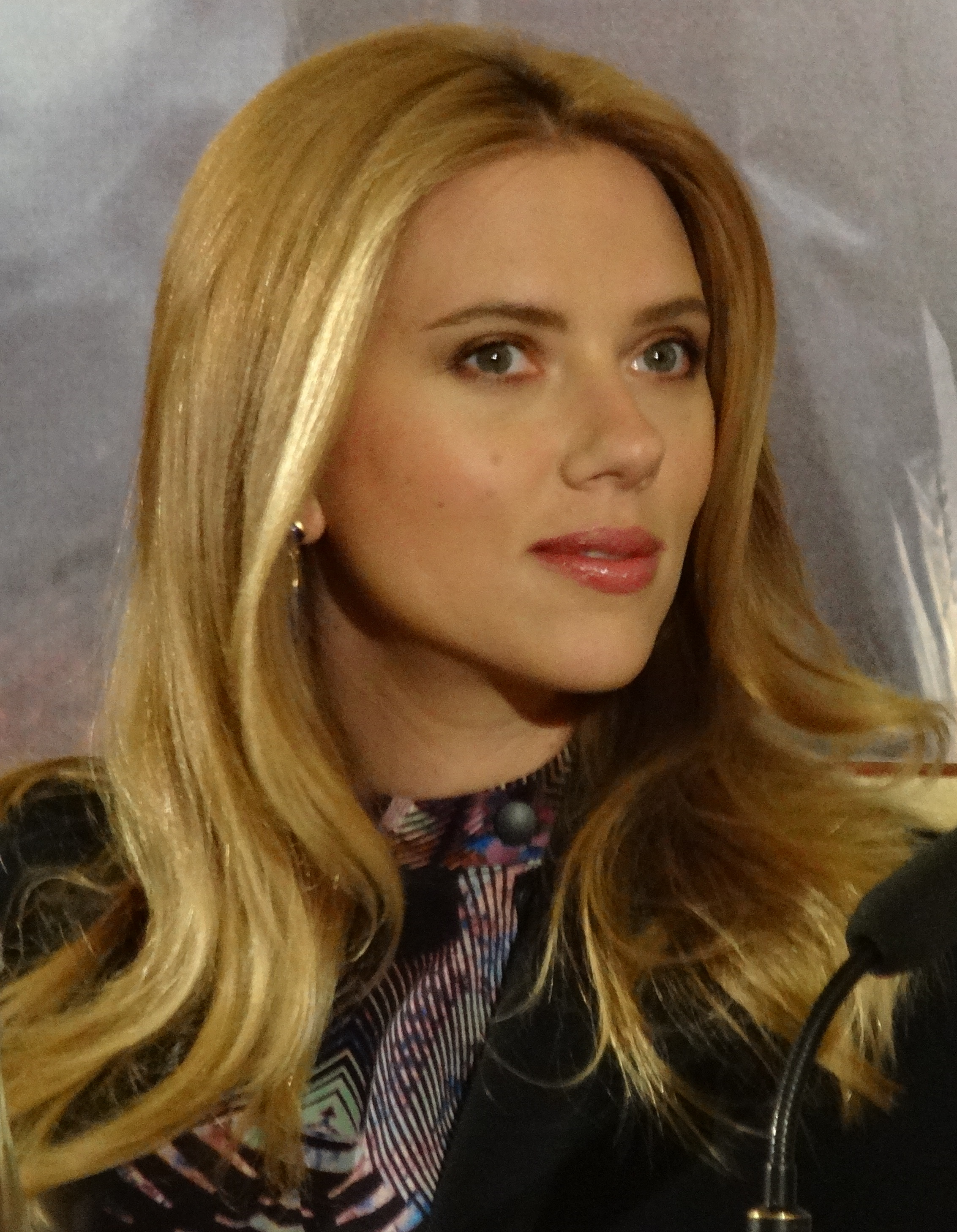
Йоханссон на мероприятии, посвящённом фильму «Первый мститель: Другая война» (2014)

Фильмография Скарлетт Йоханссон (род. 1984), американской актрисы и продюсера, начинается с её детской роли в эпизоде вечернего ток-шоу «Поздняя ночь с Конаном О’Брайеном» (англ. Late Night with Conan O’Brien) (1994). Дебют Йоханссон в полнометражном кино состоялся в том же 1994 году: она исполнила небольшую роль в комедийной драме Роба Райнера «Норт». Её первая главная роль была в фильме 1996 года «Мэнни и Ло», за которую она получила номинацию на премию «Независимый дух» за лучшую женскую роль. Йоханссон снялась в драме 1998 года Роберта Редфорда «Заклинатель лошадей» и появилась с Торой Бёрч и Стивом Бушеми в комедии 2001 года «Призрачный мир». Два года спустя Йоханссон сыграла двадцатилетнюю женщину, застрявшую в вялом браке, которая подружилась с пожилым американским актёром (Билл Мюррей) в Японии, в фильме Софии Копполы «Трудности перевода», а сыграла служанку в доме Йоханнеса Вермеера в фильме «Девушка с жемчужной серёжкой» с Колином Фертом. Она была номинирована на 61-ю премию «Золотой глобус» за оба фильма и получила премию BAFTA за лучшую женскую роль за первый.
Два года спустя Йоханссон снялась в триллере Вуди Аллена «Матч-пойнт», за который получила номинацию на премию «Золотой глобус» за лучшую женскую роль второго плана в кинофильме. В 2006 году появилась в триллере Кристофера Нолана «Престиж» и сыграла роль студентки факультета журналистики в фильме Аллена «Сенсация». В том же году Йоханссон впервые появилась в качестве ведущей телевизионной передачи Saturday Night Live, которое она с тех пор вела ещё пять раз по состоянию на 2019 год. Два года спустя Йоханссон снялась в романтической комедии-драме Аллена «Вики Кристина Барселона» с Хавьером Бардемом и Пенелопой Крус, а также сыграла роль сестру королевы Англии Анны Болейн Мэри в драме 2008 года «Ещё одна из рода Болейн» с Натали Портман и Эриком Баной. Она получила премию «Тони» за лучшую женскую роль в пьесе за свою дебютную бродвейскую роль в постановке 2010 года «Вид с моста».
Она сыграла роль Чёрной вдовы в фильме кинематографической вселенной Marvel (КВМ) «Железный человек 2» (2010). В 2012 году Йоханссон повторила роль в фильме Джосса Уидона «Мстители». В следующем году она снялась в бродвейской постановке «Кошка на раскалённой крыше» с Киараном Хайндсом и озвучила интеллектуальную виртуальную помощницу в фильме Спайка Джонза «Она» с Хоакином Фениксом. Йоханссон появилась в роли Чёрной вдовы в фильме КВМ «Первый мститель: Другая война», его сиквеле «Первый мститель: Противостояние», «Мстители: Эра Альтрона», «Мстители: Война бесконечности» и «Мстители: Финал» — последний является вторым по величине кассовым фильмом всёх времён. Йоханссон сыграла роль Николь в комедийной драме Ноа Баумбаха «Брачная история» с Адамом Драйвером, и мать, которая прячет девушку-еврея в нацистской Германии в комедии Тайки Вайтити «Кролик Джоджо» (обе вышедшие в 2019 году). Она получила номинацию на премию «Оскар» за лучшую женскую роль за фильм «Брачная история» и лучшую женскую роль второго плана за фильм «Кролик Джоджо».

## Фильмография
| Год  |    | Русское название                 | Оригинальное название               | Роль                              |
| ---- | -- | -------------------------------- | ----------------------------------- | --------------------------------- |
| 1994 | ф  | Норт                             | North                               | Лора Нельсон                      |
| 1995 | ф  | Справедливый суд                 | Just Cause                          | Кейт Армстронг                    |
| 1996 | ф  | Если Люси упадёт                 | If Lucy Fell                        | Эмили                             |
| 1996 | ф  | Мэнни и Ло                       | Manny & Lo                          | Аманда «Мэнни»                    |
| 1997 | ф  | Падение                          | Fall                                | маленькая девочка                 |
| 1997 | ф  | Один дома 3                      | Home Alone 3                        | Молли Прюит                       |
| 1998 | ф  | Заклинатель лошадей              | The Horse Whisperer                 | Грейс Маклин                      |
| 1999 | ф  | Мой братец Бейб                  | My Brother the Pig                  | Кэти Колдуэлл                     |
| 2001 | ф  | Человек, которого не было        | The Man Who Wasn’t There            | Рейчел «Берди» Абандэс            |
| 2001 | ф  | Призрачный мир                   | Ghost World                         | Ребекка Доппельмейер              |
| 2001 | ф  | Американская рапсодия            | An American Rhapsody                | Сюзанн Сэндор (15 лет)            |
| 2002 | ф  | Атака пауков                     | Eight Legged Freaks                 | Эшли Паркер                       |
| 2003 | ф  | Трудности перевода               | Lost in Translation                 | Шарлотта                          |
| 2003 | ф  | Девушка с жемчужной серёжкой     | Girl with a Pearl Earring           | Грит                              |
| 2004 | ф  | Высший балл                      | The Perfect Score                   | Франческа                         |
| 2004 | ф  | Любовная лихорадка               | A Love Song for Bobby Long          | Перси                             |
| 2004 | ф  | Хорошая женщина                  | A Good Woman                        | Мэг Уиндермер                     |
| 2004 | мф | Губка Боб Квадратные Штаны       | The SpongeBob SquarePants Movie     | Принцесса Минди                   |
| 2004 | ф  | Крутая компания                  | In Good Company                     | Алекс Формен                      |
| 2005 | ф  | Матч-пойнт                       | Match Point                         | Нола Райс                         |
| 2005 | ф  | Остров                           | The Island                          | Джордан-Два-Дельта / Сара Джордан |
| 2006 | ф  | Сенсация                         | Scoop                               | Сондра Прански                    |
| 2006 | ф  | Чёрная орхидея                   | The Black Dahlia                    | Кей Лейк                          |
| 2006 | ф  | Престиж                          | The Prestige                        | Оливия Уэнском                    |
| 2007 | ф  | Дневники няни                    | The Nanny Diaries                   | Энни брэддок                      |
| 2008 | ф  | Ещё одна из рода Болейн          | The Other Boleyn Girl               | Мэри Болейн                       |
| 2008 | ф  | Вики Кристина Барселона          | Vicky Cristina Barcelona            | Кристина                          |
| 2008 | ф  | Мститель                         | The Spirit                          | Шёлковая Нить                     |
| 2009 | ф  | Обещать — не значит жениться     | He’s Just Not That into You         | Анна                              |
| 2010 | ф  | Железный человек 2               | Iron Man 2                          | Наташа Романофф / Чёрная вдова    |
| 2011 | ф  | Мы купили зоопарк                | We Bought a Zoo                     | Келли Фостер                      |
| 2012 | ф  | Мстители                         | The Avengers                        | Наташа Романофф / Чёрная вдова    |
| 2012 | ф  | Хичкок                           | Hitchcock                           | Джанет Ли                         |
| 2013 | ф  | Страсти Дон Жуана                | Don Jon                             | Барбара Шугармен                  |
| 2013 | ф  | Побудь в моей шкуре              | Under the Skin                      | Лаура                             |
| 2013 | ф  | Она                              | Her                                 | Саманта                           |
| 2014 | ф  | Повар на колёсах                 | Chef                                | Молли                             |
| 2014 | ф  | Люси                             | Lucy                                | Люси                              |
| 2014 | ф  | Первый мститель: Другая война    | Captain America: The Winter Soldier | Наташа Романофф / Чёрная вдова    |
| 2015 | ф  | Мстители: Эра Альтрона           | Avengers: Age of Ultron             | Наташа Романофф / Чёрная вдова    |
| 2016 | ф  | Первый мститель: Противостояние  | Captain America: Civil War          | Наташа Романофф / Чёрная вдова    |
| 2016 | ф  | Да здравствует Цезарь!           | Hail, Caesar!                       | Дианна Моран                      |
| 2016 | ф  | Книга джунглей                   | The Jungle Book                     | Каа                               |
| 2016 | мф | Зверопой                         | Sing                                | Эш                                |
| 2017 | ф  | Призрак в доспехах               | Ghost in the Shell                  | Мира Киллиан / Мотоко Кусанаги    |
| 2017 | ф  | Очень плохие девчонки            | Rough Night                         | Джессика «Джесс» Тейер            |
| 2018 | мф | Остров собак                     | Isle of Dogs                        | Миндалька                         |
| 2018 | ф  | Мстители: Война бесконечности    | Avengers: Infinity War              | Наташа Романофф / Чёрная вдова    |
| 2019 | ф  | Капитан Марвел                   | Captain Marvel                      | Наташа Романофф / Чёрная вдова    |
| 2019 | ф  | Мстители: Финал                  | Avengers: Endgame                   | Наташа Романофф / Чёрная вдова    |
| 2019 | ф  | Брачная история                  | Marriage Story                      | Николь Барбер                     |
| 2019 | ф  | Кролик Джоджо                    | Jojo Rabbit                         | Рози Бецлер                       |
| 2021 | ф  | Чёрная вдова                     | Black Widow                         | Наташа Романофф / Чёрная вдова    |
| 2021 | мф | Зверопой 2                       | Sing 2                              | Эш                                |
| 2023 | ф  | Город астероидов                 | Asteroid City                       | Мидж Кэмпбелл / Мерседес Форд     |
| 2023 | ф  | Она сказала «Да!»                | My Mother's Wedding                 | Кэтрин                            |
| 2024 | ф  | Покажи мне Луну                  | Fly Me to the Moon                  | [ 71 ]                            |
| 2024 | мф | Трансформеры: Начало             | Transformers One                    | Элита-1                           |
| 2025 | ф  | Финикийская схема                | The Phoenician Scheme               | [ 73 ]                            |
| 2025 | ф  | Мир юрского периода: Возрождение | Jurassic World: Rebirth             | Зора Беннетт                      |
|      | ф  | Великая Элеонор                  | Eleanor the Great                   | [ 75 ]                            |
|      | ф  | Фезервуд                         | Featherwood                         | Кэрол Блевинс                     |

### Телевидение
| Год       |    | Русское название                  | Оригинальное название         | Роль                |
| --------- | -- | --------------------------------- | ----------------------------- | ------------------- |
| 1994      | с  | Поздняя ночь с Конаном О’Брайеном | Late Night with Conan O’Brien | Сара Хьюз           |
| 1995      | с  | Клиент                            | The Client                    | Дженна Холлиуэлл    |
| 2004      | с  | Красавцы                          | Entourage                     | в роли самой себя   |
| 2005—2008 | мс | Робоцып                           | Robot Chicken                 | различные голоса    |
| 2006—2019 | с  | Субботним вечером в прямом эфире  | Saturday Night Live           | различные персонажи |
| 2014      | с  | «Жми на запись» на ТВ             | HitRecord on TV               | Оливия              |

### Иная деятельность в кинематографе
| Год  |     | Русское название  | Оригинальное название | Роль                    |
| ---- | --- | ----------------- | --------------------- | ----------------------- |
| 2009 | кор | Туфли от Вагабонд | These Vagabond Shoes  | режиссёр, сценарист     |
| 2011 | док | Кит               | The Whale             | исполнительный продюсер |
| 2021 | ф   | Чёрная вдова      | Black Widow           | исполнительный продюсер |
| 2025 | ф   | Громовержцы*      | Thunderbolts*         | исполнительный продюсер |
|      | ф   | Великая Элеонор   | Eleanor the Great     | режиссёр                |